# تشارلز هنري جونز
تشارلز هنري جونز (بالإنجليزية: Charles Henry Jones)‏ هو محرر أمريكي، ولد في 7 مارس 1848 في تالبوتون في الولايات المتحدة، وتوفي في 26 يناير 1913 في Ospedaletti ‏ في إيطاليا.